# Teuthraustes ohausi
Espèce
Teuthraustes ohausi est une espèce de scorpions de la famille des Chactidae.

## Distribution
Cette espèce est endémique de la province de Loja en Équateur,. Elle se rencontre vers Catamayo.

## Description
Le mâle holotype mesure 51 mm.

## Étymologie
Cette espèce est nommée en l'honneur de Friedrich Ohaus.

## Publication originale
- Kraepelin, 1912 : Neue Beiträge zur Systematik der Gliederspinnen. II. Chactinae (Scorpiones). Mitteilungen aus dem Naturhistorischen Museum (2. Beiheft zum Jahrbuch der Hamburgischen Wissenschaftlichen Anstalten), vol. 29, no 2, p. 45-88 (texte intégral).